# Heteronygmia
Heteronygmia is een geslacht van vlinders van de familie spinneruilen (Erebidae), uit de onderfamilie Lymantriinae.

## Soorten
- H. chismona Swinhoe, 1903
- H. dissimilis Aurivillius, 1910
- H. flavescens Holland, 1893
- H. leucogyna Hampson, 1910
- H. manicata (Aurivillius, 1892)
- H. opalescens Schultze, 1934
- H. strigitorna Hampson, 1910